# Sous-préfecture de Tokachi
Pour les articles homonymes, voir Tokachi.
La sous-préfecture de Tokachi (十勝総合振興局, Tokachi-sōgō-shinkō-kyoku) est une sous-préfecture située sur l'île de Hokkaidō, au Japon.

## Géographie

### Démographie
Au 31 mars 2015, la population de la sous-préfecture de Tokachi était de 346 922 habitants répartis sur une superficie de 10 831,24 km2 (densité de population de 32 hab./km2).

### Divisions administratives

#### Ville
- Obihiro (chef-lieu)

#### Districts, bourgs, villages
| - District d'Ashoro - Ashoro - Rikubetsu - District de Hiroo - Hiroo - Taiki - District de Kamikawa - Shimizu - Shintoku | - District de Kasai - Memuro - Nakasatsunai (village) - Sarabetsu (village) - District de Katō - Kamishihoro - Otofuke - Shihoro - Shikaoi | - District de Nakagawa - Honbetsu - Ikeda - Makubetsu - Toyokoro - District de Tokachi - Urahoro |